# باغة شورتبة نفس (كتول)
باغة شورتبة نفس (بالفارسية: باغه‌شورتپه‌نفس) هي قرية تقع في إيران في قسم کتول الریفي. يقدر عدد سكانها بـ 409 نسمة بحسب إحصاء 2016.